# Belleville (Seine)

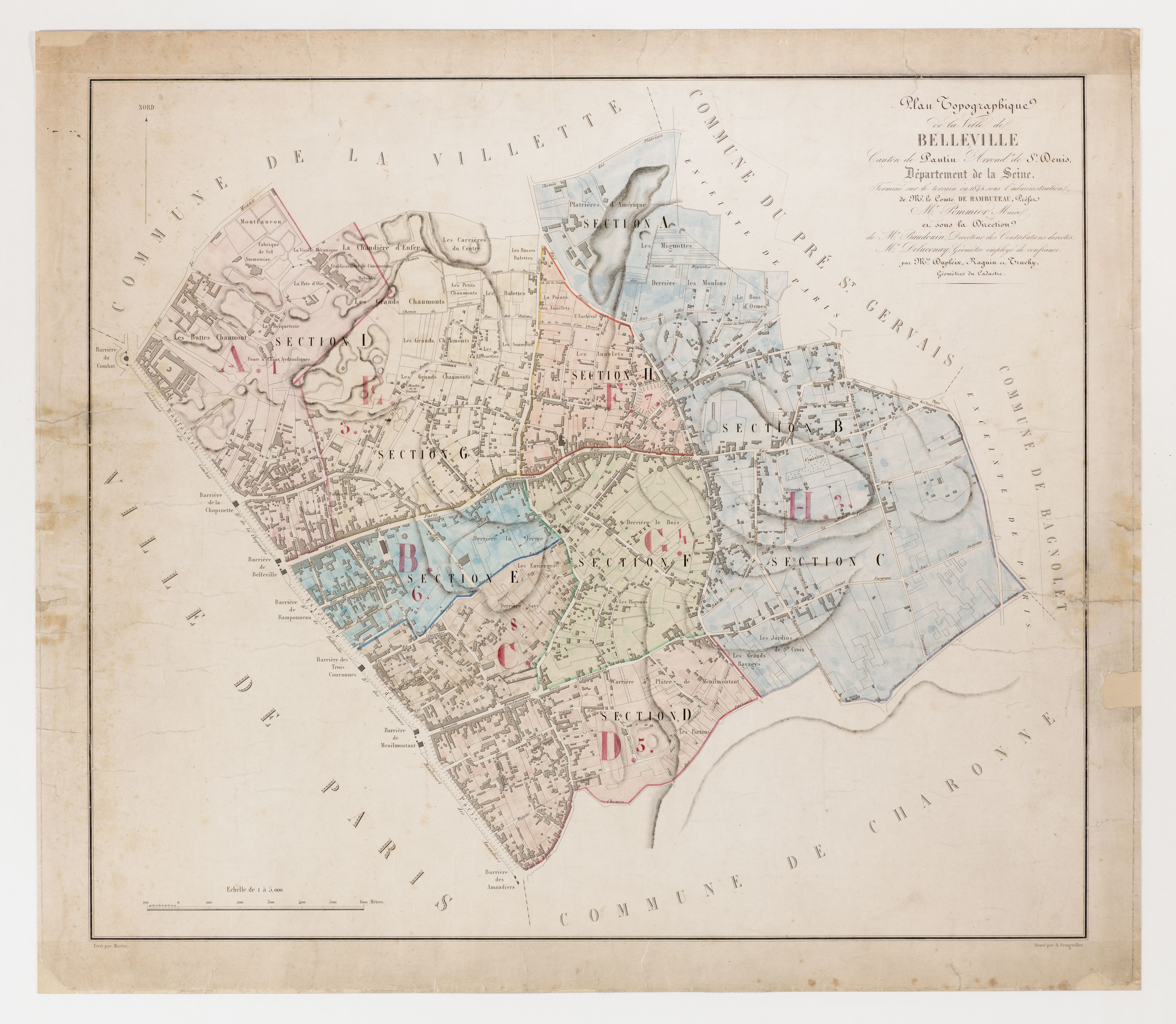
Karte von Belleville (1845)

Belleville ist eine ehemalige französische Gemeinde, die am 1. Januar 1860 zu Paris eingemeindet wurde. Sie umfasste unter anderem das Gebiet des heutigen Quartier de Belleville im 20. Arrondissement.
Mit einer Höhe von 128 Metern ist Belleville, nach Montmartre, der zweithöchste Punkt der französischen Hauptstadt. Der Ort wurde erstmals 862 urkundlich erwähnt. 1856 hatte Belleville 57.699 Einwohner. Der ehemalige Pariser Bahnhof Belleville-Villette ist nach dem Ort benannt.

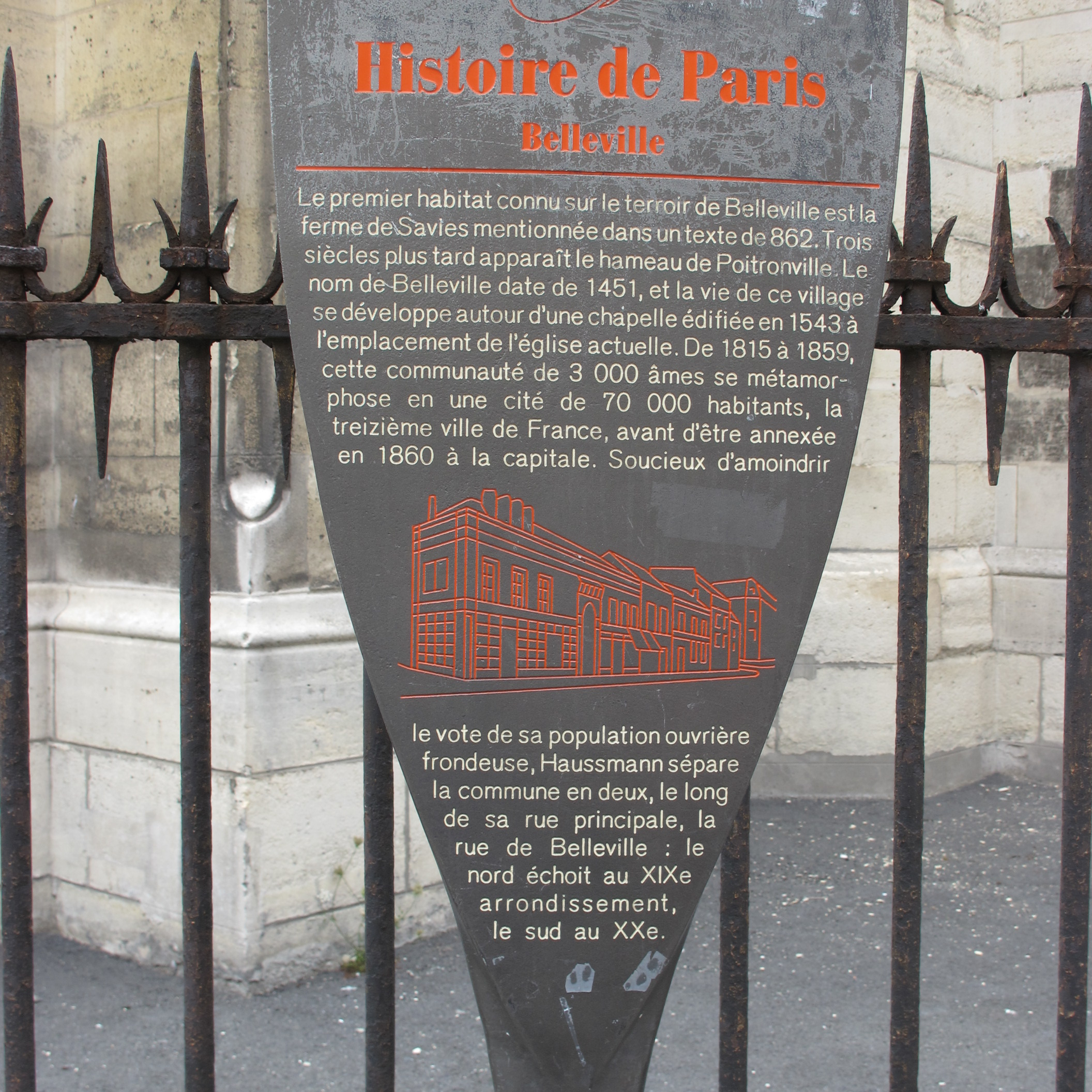
Gedenktafel: Histoire de Paris: Belleville

## Persönlichkeiten
- Jeanne-Philiberte Ledoux (1767–1840), französische Porträt- und Miniaturmalerin